# Spomenik kralju Aleksandru u Somboru
Spomenik Kralju Aleksandru Karađorđeviću u Somboru podignut je 1940. godine. Predstavlja delo vajara Antuna Augustinčića i već 1941. godine su ga Hortijevi vojnici sklonili, da bi bronzanu skulpturu na komade isekla i pretopila nova vlast po završetku Drugog svetskog rata 1947. godine.
Spomenik je stajao naspram ulaza u Staru gradsku kuću, sa glavne ulice. Od spomenika je ostao postament, a ostao je sačuvan i kalup konja u Klanjecu, rodnom mestu A. Augustinčića u Hrvatskoj. Kalup kralja nije sačuvan.

Novopodignut spomenik kralјu Aleksandru u Somboru imao je, po mišlјenju istoričara umetnosti Pavla Vasića, uobičajana obeležja Augustinčićevog stila, štaviše, jedan prenapregnuti zamah, koji je davao nešto specifično, jednu notu patetike koja nije svojstvena mediteranskom etosu. Urbanističkoj celini Sombora, smatra Pavle Vasić, nedostajao je ovaj karakteristični akcenat trgova – konjanička statua, koja se svojom bezmalo baroknom dramatikom uklopila u istorijski sastav centra, doduše malo stisnuta uskim prostorom trga. Konstantin V. Savatijević, predstavnik Udruženja rezervnih oficira i ratnika i beogradski gradski većnik, u članku za „Beogradske opštinske novine“, navodi da je kralјev lik na statui bio jednostavan, vojnički i bez grčevitosti. Neobično je da je Augustinčić predstavio kralja gologlavog iako je držao isukan mač. Nakon što je statua postavlјena na postament, grad Sombor je mogao da priredi svečano otkrivanje spomenika. U nedelјu, 21. jula 1940. godine, na Glavnoj ulici i Trgu Sv. Đorđa u Somboru okupilo se preko 20.000 lјudi iz grada i okoline, ali i iz cele Vojvodine, kako bi prisustvovali otkrivanju spomenika kralјu Aleksandru.
Nepunih devet meseci posle otkrivanja spomenika kralјu Aleksandru u Somboru, Nacistička Nemačka je, sa svojim saveznicama, napala Kralјevinu Jugoslaviju (preciznije, samo srpski deo Kraljevine Jugoslavije je napadnut), a u Sombor su 12. aprila 1941. g. ušle trupe mađarskih honveda. Spomenik kralju Aleksandru bio je, tokom prvih dana okupacije, prekriven ceradom koju je obezbedio vlasnik saračke radnje Merei (koja je bila na mestu današnjeg kafea CoffeTime u ul. Laze Kostića). Pre svečanog defilea mađarske vojske kroz glavnu ulicu nastala je panika jer bi vojnici morali marširati ispred spomenika, pa su se rastrčali u potrazi za nečim da pokriju spomenik i u pomenutoj radnji dobili ceradu koju su deca nabacila na spomenik. Par sedmica kasnije, u vreme mađarske vojne uprave nad gradom (civilna uprava je uspostavlјena tek polovinom avgusta), uklonjena je bronzana statua kralјa Aleksandra. Još neko vreme na trgu je stojao prazan postament, prekriven mađarskom zastavom, pa je zatim i on razbijen i sklonjen zajedno sa bareljefima koji su na njemu postojali. Za vreme okupacije bronzana kralјeva statua nalazila se, neko vreme, u ulazu (hodniku) sa istočne strane Gradske kuće, a posle oslobođenja bila je izmeštena na tzv. „slagalište“, odnosno na gradski komunalni depo (otpad). Odlukom opštinske vlasti Augustinčićeva statua kralјa Aleksandra odneta je kasnije u livnicu u Topoli, gde je pretoplјena, a sredstva dobijena prodajom bronze od spomenika data su, prema svedočenjima, gradskom FK „Radnički“. Time je Sombor ostao bez svog najimpozantnijeg, ali i najkratkovečnijeg umetničkog spomenika i jedinog spomenika nekom srpskom vojniku ili državniku. Na mestu nekadašnjeg spomenika pre desetak godina, u vreme rekonstrukcije somborske Glavne ulice, postavljena je neestetična, čak i nezgrapna granitna česma (istrgnuta iz šireg projekta autora). Inicijative i peticije za vraćanje spomenika traju od 2008. godine kada je počela rekonstrukcija glavne ulice i trenutno se stiglo dotle da je gradska Skupština podržala vraćanje spomenika i raspisala nagradni konkurs za idejno rešenje izgleda spomenika (2018) na kojem je pobedio rad Zorana Ivanovića vajara iz Beograda.
U vreme do Drugog svetskog rata još su samo dva grada u Vojvodini pored Sombora, imala statue konjanika: Pančevo i Zrenjanin (nekada Petrovgrad, od 1935. po Petru Karađorđeviću).

## Spoljašnje veze
- Spomenik u Somboru
- Zrenjanin
- Antun Augustinčić